# Le Général de l'armée morte (film)
Pour les articles homonymes, voir Général de l'Armée.
Pour plus de détails, voir Fiche technique et Distribution.
Le Général de l'armée morte (titre original : Il generale dell'armata morta) est un film franco-italien réalisé par Luciano Tovoli, sorti  en 1983.
Il s'agit d'une adaptation du roman éponyme de l'écrivain albanais Ismaïl Kadaré, paru en 1963.

## Synopsis
Peu après la fin de la Seconde Guerre mondiale un général qui n'a jamais connu les champs de bataille et un aumônier militaire italien sont chargés de rapatrier les corps des soldats tombés en Albanie.
Le général décide de parcourir le pays en recueillant les dépouilles des soldats morts. Ce voyage fait resurgir les vieilles rancunes, les ressentiments et les souvenirs des horreurs vécues pendant les batailles... C’est ainsi qu’une veuve issue de la noblesse supplie le général de lui rapporter les restes de son mari, mais au cours de sa recherche, le général découvre que finalement le mari a été assassiné par la mère d'une jeune fille qu’il essayait de violer.

## Fiche technique
- Titre original : Il generale dell'armata morta
- Titre français : Le Général de l'armée morte
- Réalisation : Luciano Tovoli
- Scénario : Jean-Claude Carrière, Ismaïl Kadaré, Michel Piccoli et Luciano Tovoli
- Photographie : Giuseppe Tinelli, Luciano Tovoli
- Montage : Jennifer Augé, Noëlle Boisson, Mirco Garrone, Marie Robert
- Production : Michel Piccoli
- Sociétés de production :  Antea Cinematografica, RAI, Films 66  Films A2, UGC
- Société de distribution : UGC
- Pays de production :  Italie,  France
- Langue originale : italien
- Genre : Comédie dramatique
- Durée : 105 minutes
- Dates de sortie : 
  - États-Unis : octobre 1983 (Festival international du film de Chicago)
  - France : 19 octobre 1983
  - Italie : 31 juillet 1984

## Distribution
- Marcello Mastroianni : le général Ariosto
- Anouk Aimée : la comtesse Betsy Mirafiore
- Michel Piccoli : l'aumônier Benetandi
- Gérard Klein : le général allemand Krotz
- Sergio Castellitto : l'expert
- Daniele Dublino : le ministre
- Carmine De Padova : l'ordonnance
- Roberto Miccoli : le berger
- Cosimo Calabrese : le président
- Salvatore Buccolieri : le vieil homme
- Vincenza D'Angela : la femme

## Tournage
Le  tournage a été réalisé à Campo Imperatore, L'Aquila, Abruzzes en Italie.
Le navire qui sert à transporter le général et son équipe en Albanie est la frégate de la marine italienne ITS Maestrale lancée en 1981 (marquage de coque F570 est bien visible sur le flanc du navire).